# Universiteitsmuseum van Helsinki
De Universiteitsmuseum van Helsinki (Fins: Helsingin yliopistomuseo/ Zweeds: Helsingfors Universitetsmuseet) is het museum van de Universiteit van Helsinki in de Finse hoofdstad Helsinki. Het museum is ontstaan uit een fusie van vijf andere musea. Het toenmalige Universiteitsmuseum van Helsinki uit 1973, het Museum van medische geschiedenis uit 1937, het Museum van tandheelkunde uit 1979, het Museum van diergeneeskunde uit 1973 en de Universiteitscollectie van ambachten. Het Heuvelobservatorium wordt ook beheerd door het museum. Het verhuisde in 2015 naar het hoofdgebouw van de universiteit.